# Limited Liability Partnership
Eine Limited Liability Partnership (LLP) ist eine Personengesellschaft nach britischem/US-amerikanischem Recht. Am ehesten ist sie mit einer deutschen Kommanditgesellschaft ohne Vollhafter zu vergleichen. Der Unterschied zur Limited Liability Company (LLC) besteht darin, dass die Gesellschafter die Geschäftsführung direkt ausüben können. Wie bei einer Kapitalgesellschaft müssen sie jedoch nicht auf den umfassenden Haftungsschutz verzichten. Außerdem kann diese Rechtsform auch steuerlich wie eine Personengesellschaft ausgestaltet werden.
Häufig begegnet man dieser Gesellschaftsform im freiberuflichen Sektor, beispielsweise bei Anwaltskanzleien, Wirtschaftsprüfern, Steuerberatern und Architekten (Sozietät, Partnerschaftsgesellschaft), insbesondere auch, weil in einigen US-Bundesstaaten, etwa New York und Kalifornien, diese Gesellschaftsform nur bestimmten freien Berufen offensteht. LLP-Konstrukte werden auch als steuerfreie Offshore-Lösungen bei ortsunabhängigen Unternehmen und digitalen Nomaden genutzt.
2005 wurde diese Gesellschaftsform auch in Japan als Yūgen Sekinin Jigyō Kumiai und in Singapur eingeführt.
Ein LLP-Konstrukt eignet sich, um die Namen von beteiligten Personen oder Direktoren geheim zu halten.